# Outrijve
Outrijve is een dorp in de Belgische provincie West-Vlaanderen en een deelgemeente van Avelgem, het was een zelfstandige gemeente tot aan de gemeentelijke herindeling van 1977. Outrijve ligt in uiterste zuiden van de provincie langs de Schelde. De dorpskern ligt ten zuidwesten van het centrum van Avelgem en is er door lintbebouwing bijna mee verbonden.

## Afkomst van de naam
De naam Outrijve is vindbaar als: Houtryve, Autryve, Autrijve, Haulterive, Autreve en Hautrive. In de jaren 800 is de Latijnse naam "Alta Ripa" neergeschreven. Het betekent "hoge oever" en dit verwijst naar ligging van het dorp. Outrijve ligt immers aan de hoge oever van de Schelde.

## Geschiedenis

### Vroegste geschiedenis

#### Tijdvak 59 vCh. tot 240
In dit tijdvak is er nog geen sprake van Outrijve, wat we wel weten is dat er verschillende volksstammen zich in de streek bevonden en weerstand boden aan de Romeinen. Nervianen, Aduatieken en Menapianen (Nerviërs, Atuatuci en Menapii) zijn de belangrijkste. Twee ervan werden verslagen en onderworpen (de Nervianen en de Aduatieken). Hierna liet Agrippa, eerste prefect van deze streek 40000 inwoners (waaronder de stammen Sicambren en Sueven) van Germanië naar deze streek verhuizen. Het grondgebied Outrijve werd in deze periode aan de belangrijke plaats Doornik verbonden.

#### Tijdvak 240 tot 497
Terwijl we kunnen vermoeden dat er in dit tijdvak zich verschillende gehuchten hebben gevormd, op het grondgebied van Outrijve. In de 5de eeuw zien we de Franken neerdalen naar deze streek en zich samenvoegen met de Menapianen, waarop ze op deze streek veroverden. Waarna hun eerste koning Clodion zich in Doornik vestigde.

### Vroege middeleeuwen
In de 7e eeuw zou de heilige Amandus mogelijks een eerste kerk in de parochie ingewijd hebben, die onder het bestuur van Doornik viel. In 863 kwamen de gebieden Vlaanderengouw, het Gent-Kortrijkse, het Mepsegouw en het Doornikse onder het bestuur van Boudewijn I van Vlaanderen. Na zijn dood in 879 verwoestten de Noormannen het dorp, waaronder de toenmalige kerk en kapellen. In de 10e eeuw werd er te Outrijve een nieuwe kruiskerk gebouwd, met bijhorende crypte. Het patronaat van deze kerk ging dus naar de Sint-Pietersabdij, dit werd zowel bevestigd door de Doorniks bisschop Balderik te 1111 als door Paus Eugenius IIIte 1145.

### Late middeleeuwen
In de late 14e eeuw werd de eigendom van heerlijkheid Outrijve overgeheveld van de Sint-Pieters Abdij naar de baljuw van Dowaai. Deze zou zich vanaf dan Richard van Autrive noemen. Op het einde van de 16e eeuw werd Outrijve door de godsdiensttwisten het strijdtoneel van meerdere veldslagen. De lokale inzet was de vesting die in 1582 ingenomen werd en later afgebroken. De kerk, vier windmolens en meer dan 200 woningen branden bij deze gevechten af. In 1694, tijdens de Negenjarige Oorlog, leed het dorp weer zwaar: de kerk en het kasteel werden leeggeroofd en een groot deel van de archieven werd vernietigd.

### 19e eeuw
In 1803 werd de parochie Outrijve van de dekenij Helkijn naar de dekenij Kortrijk overgeheveld. Uiteindelijk werd ze een deel van de dekenij van Avelgem.

### Outrijve in 1778 Ferrariskaart

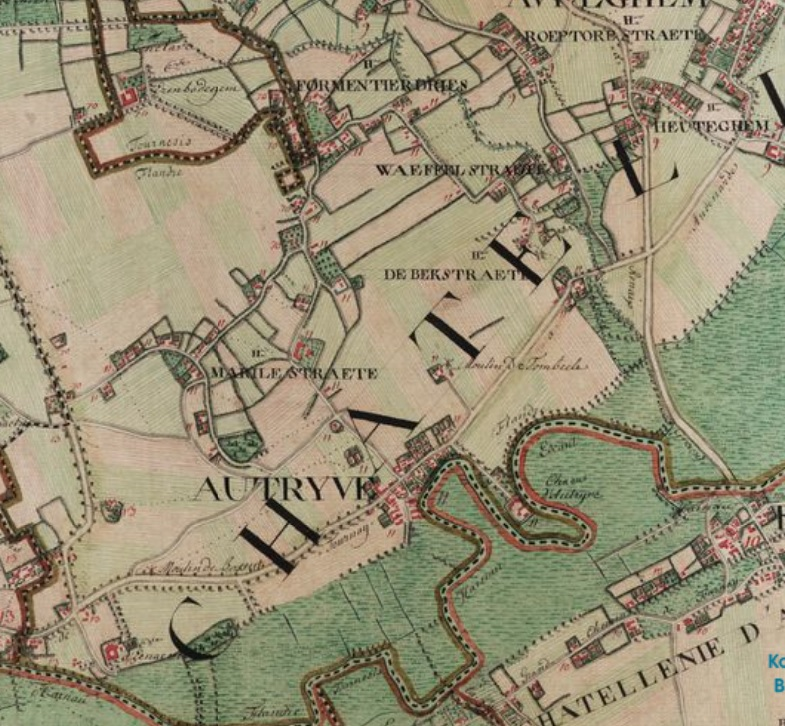
Kadasterplan 1854 Outrijve Popp-kaart.

### Outrijve zijn kadasterplan in 1854

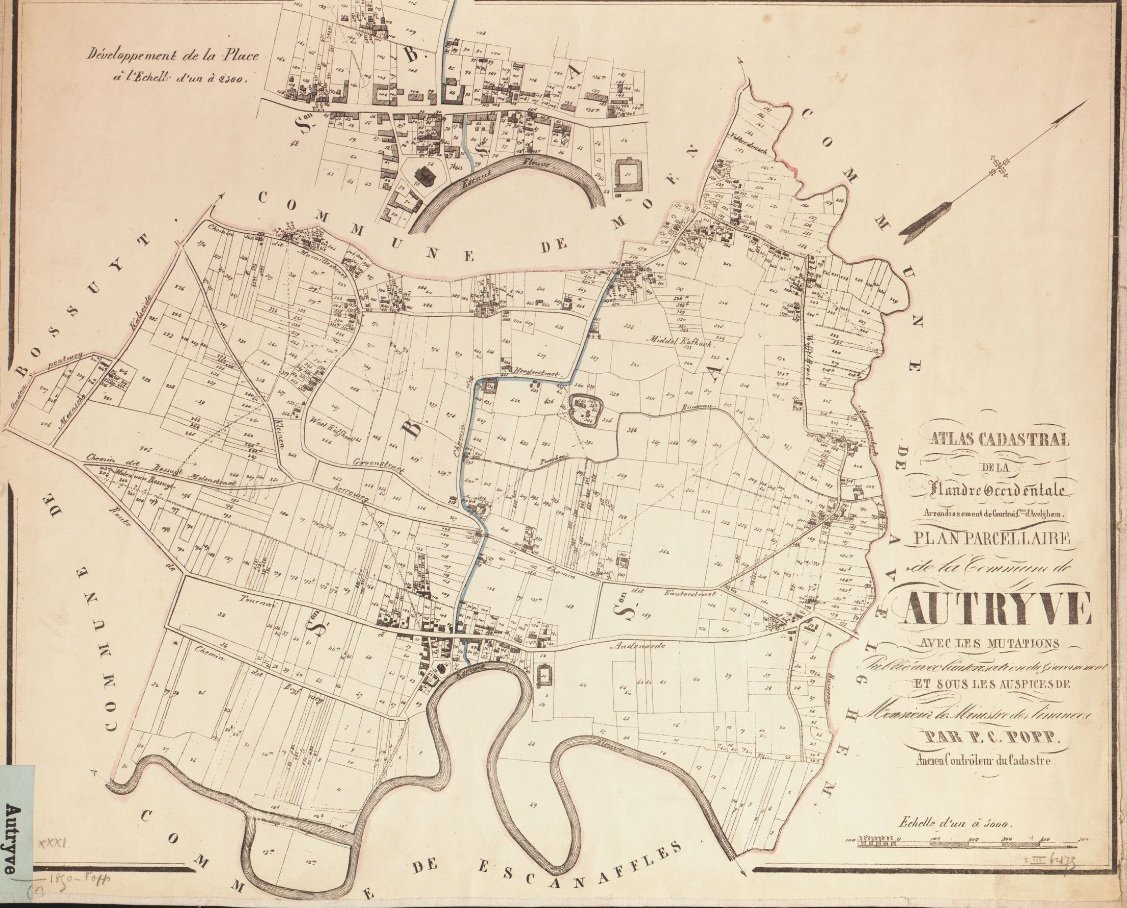
Kadasterplan 1854 Outrijve Popp-kaart.

### Panorama

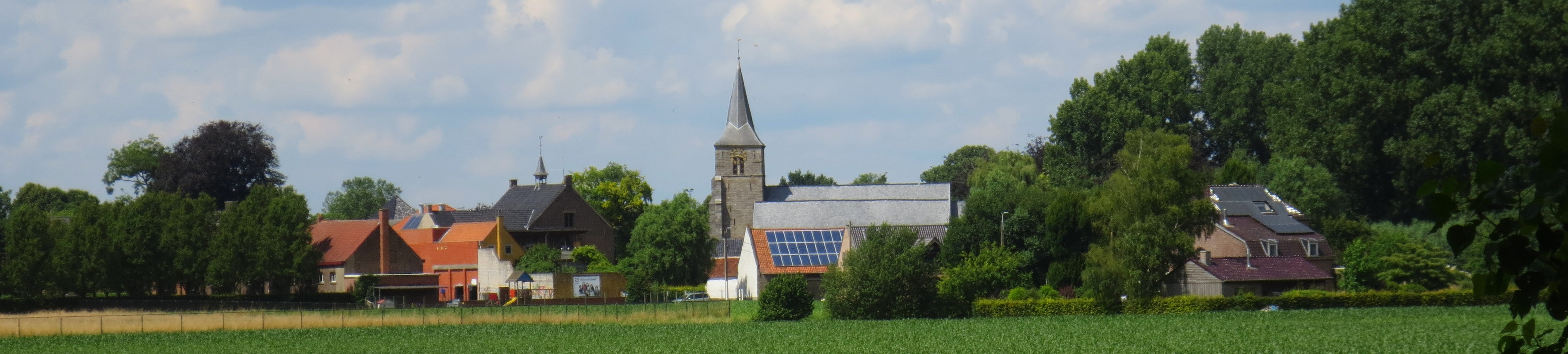
Outrijve

## Demografische ontwikkeling
- Bronnen:NIS, Opm:1831 tot en met 1970=volkstellingen; 1976 = inwoneraantal op 31 december

## Bezienswaardigheden
- De Tombeelmolen is een stenen bergmolen, oorspronkelijk uit de 18de eeuw, maar in 1923 heropgebouwd. De molen is gratis toegankelijk vanaf april tot en met oktober op de eerste en laatste zondag van de maand van 14u30 tot 17u30.

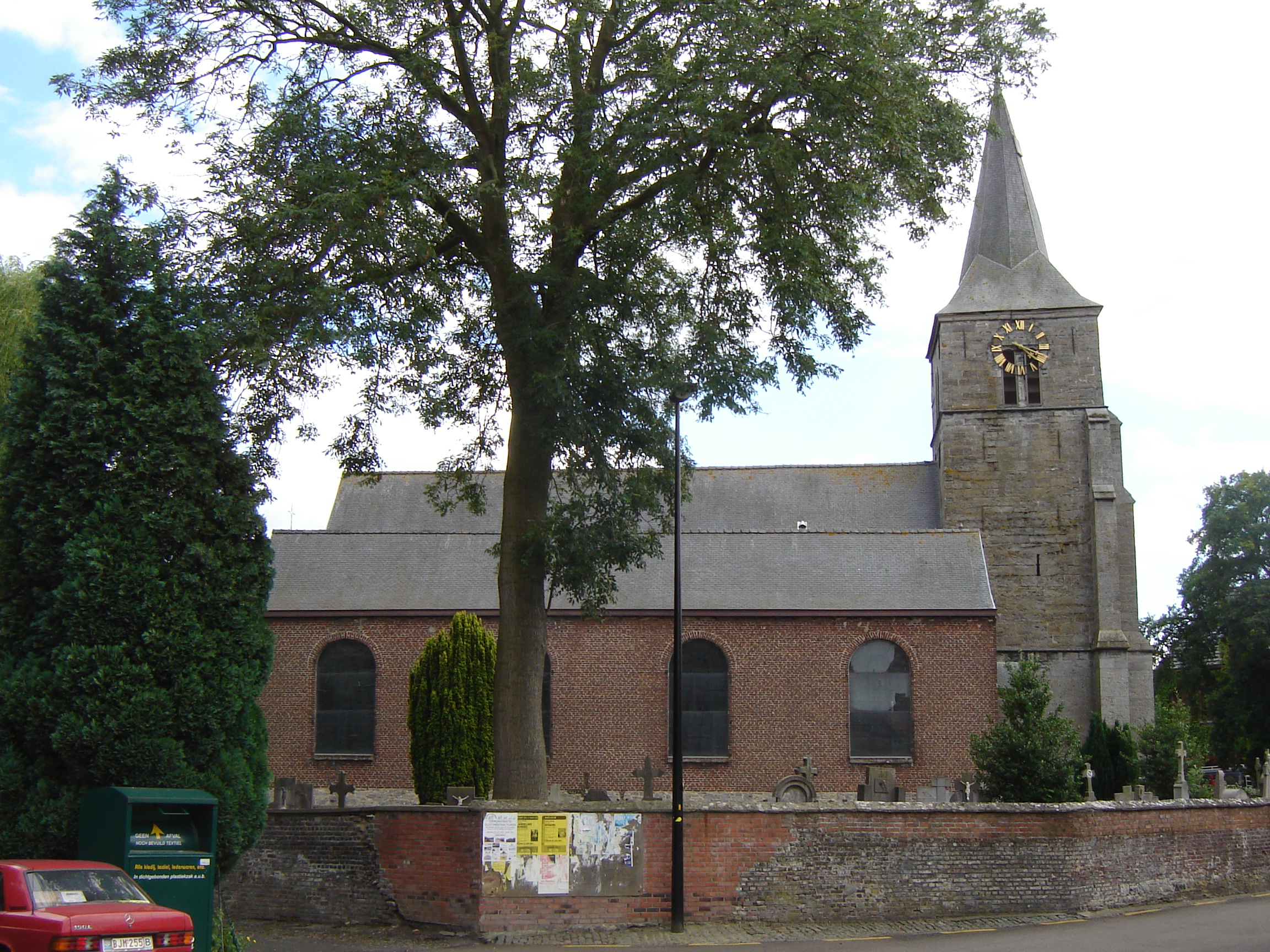
Sint-Pieterskerk

- De Sint-Pieterskerk en zijn traditioneel kerkhof
- De kasteelhoeve
- Herenhuis Alta Ripa
- De Kruiskapel
- Het Wetshuis met ingemetselde schandpaal.
- Het Kerkhof van Outrijve

## Natuur en landschap
Outrijve ligt op de linkeroever van de Schelde in Zandlemig Vlaanderen. De hoogte bedraagt 13-20 meter. Na het rechttrekken van de Schelde in 1973 ontstond het natuurgebied Avelgemse Scheldemeersen.

## Nabijgelegen kernen
Avelgem, Bossuit, Heestert, Moen